# Pseudoclimaciella apicipennis
Pseudoclimaciella apicipennis là một loài côn trùng trong họ Mantispidae thuộc bộ Neuroptera. Loài này được Kolbe miêu tả năm 1897.